# レイモン・ガロワ＝モンブラン
レイモン・ガロワ＝モンブラン（Raymond Gallois-Montbrun, 1918年8月15日 - 1994年8月13日）は、フランスの作曲家、ヴァイオリニスト。

## 生涯
ベトナム・サイゴン出身。パリ音楽院でヴァイオリンと作曲を学び、1944年にローマ賞音楽部門第1位を獲得。1952年と1953年に訪日。この時に、東宝の映画作品「花の中の娘たち」の映画音楽を作曲した。また、この訪日時にガロワ＝モンブランと知り合った三善晃は、後にパリ音楽院に留学して彼に師事している。1963年より1984年までパリ音楽院院長を務め、音楽院の改革に尽力した。1994年パリにて逝去。

## 活動
ヴァイオリニストとしては、ガブリエル・フォーレの作品の演奏がよく知られている。作曲面では、ヴァイオリンに限らず、多くの楽器のための室内楽曲や独奏曲を作曲した。

### 主な作品
- 12の練習曲＝カプリス集（無伴奏ヴァイオリンのための）
- インドシナの絵画（弦楽四重奏曲）
- 6つの音楽的エチュード（サクソフォーンとピアノのための）
- 演奏会用小品（クラリネットとピアノのための）
- ディヴェルティスマン（フルートとピアノのための）
- 日本交響曲